# Enterovirus
Enterovirus è un genere della famiglia Picornaviridae. Presentano RNA a polarità positiva (+) in numero mediamente di 7.5 Kb, capside isometrico di 27-30 nm, e sono sprovvisti di peplos (pericapside).

## Tassonomia
Fino agli anni Sessanta, gli enterovirus erano divisi in:
- Poliovirus, comprendente i tre sierotipi che provocano poliomielite paralitica umana
- Coxsackievirus con i sottogruppi Coxsackie A e B
- Echovirus, il prefisso ECHO è un acronimo per Enteric Cytopathogenic Human Orphan, dacché erano stati isolati in soggetti sani ed erano “orfani” di una patologia.

La nomenclatura successiva, basata su rigorosi confronti delle omologie del genoma virale, ha prodotto le seguenti specie:
- Enterovirus A (22 sierotipi)
- Enterovirus B (64 sierotipi)
- Enterovirus C (24 sierotipi) - specie tipo
- Enterovirus D (4 sierotipi)
- Enterovirus E (4 sierotipi)
- Enterovirus F (3 sierotipi)
- Enterovirus G (7 sierotipi)
- Enterovirus H (8 sierotipi)
- Enterovirus I
- Enterovirus J (1 sierotipo)
- Enterovirus K
- Enterovirus L
- Rhinovirus A (67 sierotipi)
- Rhinovirus B (25 sierotipi)
- Rhinovirus C (28 sierotipi)
- A sé stanti, per ora, Coxsackievirus A4 e A6.

Gli enterovirus di più recente scoperta vengono denominati attraverso una serie di numeri consecutivi (ad es. EV68, EV69 etc.).

## Caratteristiche generali
Sono resistenti ad offese chimiche e fisiche e possono sopravvivere lungamente nell'ambiente. Non vengono inattivati dai succhi gastrici e biliari. Diffondono nella parete intestinale a livello dei linfonoduli mucosali (GALT, MALT), svolgono qui un primo ciclo di replicazione per poi diffondere nel torrente linfatico, per arrivare, dopo un periodo di incubazione di 7-14 giorni in media, agli organi bersaglio. La trasmissione si attua mediante la via oro-fecale ed attraverso le vie respiratorie: spesso il contagio avviene tramite la saliva, ad esempio bevendo da uno stesso bicchiere o baciandosi.

In vitro, su terreni cellulari (cellule umane o di primati), questi virus hanno effetti citolitici.

## Patologie umane
Sono estremamente variabili per ciascun sierotipo e specie: questo perché l'RNA del loro genoma tende a ricombinarsi frequentemente ed a replicarsi dando copie scarsamente identiche all'originale: a seconda della specie, possono avere effetti gravissimi come pure essere asintomatici o blandamente sintomatici. È molto frequente che l'infezione si manifesti solo a livello locale, dove è stato introdotto il virus (faringe, intestino), e si esaurisca in breve tempo ma, in alcuni casi, dopo questa prima fase, può diffondere a molti organi e tessuti. Molto spesso, questi virus attaccano individui deboli o dalle difese immunitarie compromesse, come bambini o persone in riabilitazione dopo una malattia o un trauma.